# Receptor de histamina H3
El receptor de histamina H3 (abreviado receptor H3 o HRH3)  es una proteína de membrana de la familia de receptores de histamina. Se expresa en el sistema nervioso central y, en menor medida, en el sistema nervioso periférico, donde actúa como autorreceptores en las neuronas histaminérgicas presinápticas y controlan el reuso de histamina mediante la inhibición por retroalimentación de la síntesis y liberación de histamina. También se ha demostrado que el receptor H3 inhibe presinápticamente la liberación de una serie de neurotransmisores (es decir, actúa como un heterorreceptor inhibidor) entre los que se incluyen, dopamina, GABA, acetilcolina, noradrenalina, histamina y serotonina.
La secuencia del gen para los receptores H3 expresa sólo aproximadamente un 22% y un 20% de homología con los receptores H1 y H2 respectivamente.
Se ha mostrado interés en el receptor de histamina H3 como un objetivo terapéutico potencial debido a su participación en el mecanismo neuronal detrás de muchos trastornos cognitivos y especialmente su ubicación en el sistema nervioso central.

## Ubicación
Los receptores de histamina H3 se expresan en varios tejidos, incluyendo los siguientes:
- Sistema nervioso central[9]
- Sistema nervioso periférico[9]
- Corazón[10][11]
- Pulmones[9]
- Tracto gastrointestinal
- Células endoteliales

## Función
Como todos los receptores de histamina, el receptor H3 es un receptor acoplado a proteína G. El receptor H3 está acoplado específicamente a la proteína Gi, por lo que conduce a la inhibición de la formación de cAMP. Como autorreceptores, participa en la reducción de la liberación de histamina mediante retroalimentación negativa y, como heteroreceptores, regulan la liberación de los neurotransmisores acetilcolina, noradrenalina y serotonina. A través de estos mecanismos, los receptores H 3 están involucrados en la regulación central del hambre y la sed, la temperatura corporal y la presión arterial.
Además, las subunidades β y γ interactúan con los canales de calcio dependientes de voltaje de tipo N, para reducir la entrada de calcio mediada por el potencial de acción y, por lo tanto, reducir la liberación de neurotransmisores. Los receptores H3 funcionan como autorreceptores presinápticos en las neuronas que contienen histamina.
La extensa expresión de los receptores H3 en la corteza y la subcorteza indica su capacidad para modular la regulación de la síntesis y la liberación de la histamina y de una gran cantidad de neurotransmisores incluyendo muscarínicos M1, adrenoceptores α2 y GABAB.
El receptor H3 ejerce funciones como auto y heterorreceptor de neurotransmisores, asociado con la regulación central del hambre y la sed, el ritmo circadiano, la temperatura corporal y la presión arterial. Además, existen evidencias que este receptor desempeña un papel directo o indirecto en la fisiopatología del dolor neurológico, la esquizofrenia, la enfermedad de Parkinson y el trastorno por déficit de atención con hiperactividad. Hay evidencias que los receptores H3 desempeñan un papel en el control de la saciedad.

## Estructura
Estudios de fármacos antihistamínicos disponibles en los años 1970 mostraron evidencia de los efectos de la histamina en autorreceptores presinápticos lo que llevó a postular la existencia del subtipo de receptores denominado H3. El receptor H3 se clonó por primera vez en humanos en 1999. Es codificado por un gen en el cromosoma 20 en el locus del gen 20q13.33. Existen al menos seis isoformas del receptor H3 en el ser humano y más de 20 descubiertas hasta el momento. En ratas se han identificado hasta ahora seis subtipos de receptores H3. Los ratones también tienen tres isoformas reportadas. Todos estos subtipos tienen diferencias sutiles en su farmacología (y presumiblemente distribución, según estudios en ratas), pero el papel fisiológico exacto de estas isoformas aún no está claro.
A nivel molecular, la estimulación de los receptores H3 conduce a la activación de las proteínas Gi/o y a la inhibición de la adenilil ciclasa. Además, los receptores H 3 regulan la actividad de canales de calcio y, por tanto, la liberación de neurotransmisores de las vesículas intracelulares.
La secuencia de ADN codificante contiene tres exones y dos intrones. También se han descrito variantes de empalme alternativas de diferentes longitudes y difieren en particular en el tamaño del tercer bucle intracelular. Al igual que con otros receptores de la familia de receptores acoplados a proteínas G, se asume una estructura con siete dominios transmembrana helicoidales para el receptor H3 (receptor heptahelicoidal).
La proteína del receptor H3 humano consta de 445 aminoácidos con variaciones en sus isoformas que van de 326 a 453 aminoácidos. Pertenece a la familia de receptores acoplados a proteína G similar a la rodopsina. 

## Farmacología

Estructura de la Histamina

Los agonistas y antagonistas de la histamina en el receptor H3 son objeto de estudios científicos por su potencial terapéutico en el manejo de trastornos del sueño, la obesidad, el dolor neurológico, la esquizofrenia y el TDAH . La (R)-α-metilhistamina, Immepip e Imetit se han identificado como agonistas selectivos de los receptores H3. Los antagonistas importantes incluyen A-349,821, ABT-239, burimamida, ciproxifán, conesina, clobenpropit, impentamina y tioperamida. Cipralisant y proxifan muestran selectividad funcional y se comportan como agonistas o antagonistas según la señal estudiada.

### Agonistas
Actualmente no existen productos terapéuticos que actúen como agonistas selectivos de los receptores H3, aunque existen varios compuestos utilizados como herramientas de investigación que son agonistas razonablemente selectivos. Algunos ejemplos son:
| - (R)-α-metilhistamina - Cipralisant (inicialmente evaluado como antagonista H 3, luego se descubrió que era un agonista, muestra selectividad funcional, activando algunas vías acopladas a proteínas G pero no otras) - Imbutamina (también agonista H4) - Immepip | - Imetit - Immetridina - Methimepip - Proxyfan (selectividad funcional compleja; efectos agonistas parciales sobre la inhibición de cAMP y la actividad de MAPK, antagonista sobre la liberación de histamina y agonista inverso sobre la liberación de ácido araquidónico) |

### Antagonistas
Estos incluyen:
| - A-304121 (Sin formación de tolerancia, antagonista silencioso) - A-349.821 - ABT-239 - Betahistina (también agonista H 1 débil) - Burimamida (también antagonista H 2 débil) | - Ciproxifán - Clobenpropit (también antagonista H4 ) - Conesina - fallaproxifan (Sin formación de tolerancia)[cita requerida] - Impentamina | - Yodofenpropito - Irdabisante - Pitolisant - Tioperamida (también antagonista H4) - VUF-5681 (4-[3-(1H-imidazol-4-il)propil]piperidina) |

## Potencial terapéutico
El receptor H3 es un objetivo terapéutico potencial prometedor para muchos trastornos (cognitivos) causados por una disfunción histaminérgica H3R, porque está relacionado con el sistema nervioso central y su regulación de otros neurotransmisores. Ejemplos de tales trastornos son: trastornos del sueño (incluida la narcolepsia), síndrome de Tourette, Parkinson, TOC, TDAH, ASS y adicciones a las drogas.
Este receptor ha sido propuesto como diana para el tratamiento de los trastornos del sueño. El receptor también se ha propuesto como diana para el tratamiento del dolor neuropático.
Debido a su capacidad para modular otros neurotransmisores, los ligandos del receptor H3 se están investigando para el tratamiento de numerosas afecciones neurológicas, incluida la obesidad (debido a la interacción del sistema histamina/orexinérgico), trastornos del movimiento (debido a la modulación del receptor H3 de la dopamina y GABA en los ganglios basales), esquizofrenia y TDAH (nuevamente debido a la modulación de la dopamina) y se están realizando investigaciones para determinar si los ligandos del receptor H 3 podrían ser útiles para modular la vigilia (debido a los efectos sobre la noradrenalina, el glutamato y la histamina).
También hay evidencia de que el receptor H3 juega un papel importante en el síndrome de Tourette. Los modelos de ratón y otras investigaciones demostraron que la reducción de la concentración de histamina en el H3R causa tics, pero la adición de histamina en el cuerpo estriado disminuye los síntomas. La interacción entre la histamina (receptor H3) y la dopamina, así como otros neurotransmisores, es un mecanismo subyacente importante detrás del trastorno.